# Енола Холмс
Енола Холмс (енгл. Enola Holmes) је детективски филм из 2020. године, у режији Харија Бредбира, по сценарију Џека Торна. Темељи се на серијалу Мистерије Еноле Холмс Ненси Спрингер. Главне улоге глуме: Мили Боби Браун, Сем Клафлин, Хенри Кавил и Хелена Бонам Картер. Прати сестру познатог детектива Шерлока Холмса, која путује у Лондон како би пронашла своју несталу мајку, али завршава у узбудљивој пустоловини са одбеглим лордом, док покушава да реши мистерију која прети целој земљи.
Првобитно је Warner Bros. Pictures планирао да га приказује у биоскопима, међутим права дистрибуције је преузео Netflix због пандемије ковида 19. Приказан је 23. септембра 2020. године. Добио је позитивне рецензије критичара, који су похвалили глуму Браунове. Један је од најгледанији филмова за Netflix, а процењује се да га је 76 милиона домаћинстава погледало током прве четири седмице од почетка приказивања. Наставак, Енола Холмс 2, биће приказан 4. новембра 2022. године.

## Радња
Док тражи несталу мајку, неустрашива Енола Холмс својим детективским вештинама покушава да надмудри старијег брата Шерлока Холмса, док истовремено помаже бегунцу.

## Улоге
| Глумац              | Улога             |
| ------------------- | ----------------- |
| Мили Боби Браун     | Енола Холмс       |
| Хенри Кавил         | Шерлок Холмс      |
| Сем Клафлин         | Мајкрофт Холмс    |
| Хелена Бонам Картер | Јудорија Холмс    |
| Луис Партриџ        | виконт Тјуксбери  |
| Берн Горман         | Линторн           |
| Адил Ахтар          | инспектор Лестрад |
| Сузи Вокома         | Идит              |
| Хати Морахан        | леди Тјуксбери    |
| Дејвид Бамбер       | Вимбрел Тјуксбери |
| Франсес де ла Тур   | грофица           |
| Клер Рашбрук        | госпођа Лејн      |
| Фиона Шо            | госпођица Харисон |
| Ели Хадингтон       | госпођица Грегори |